# ZIP 코드

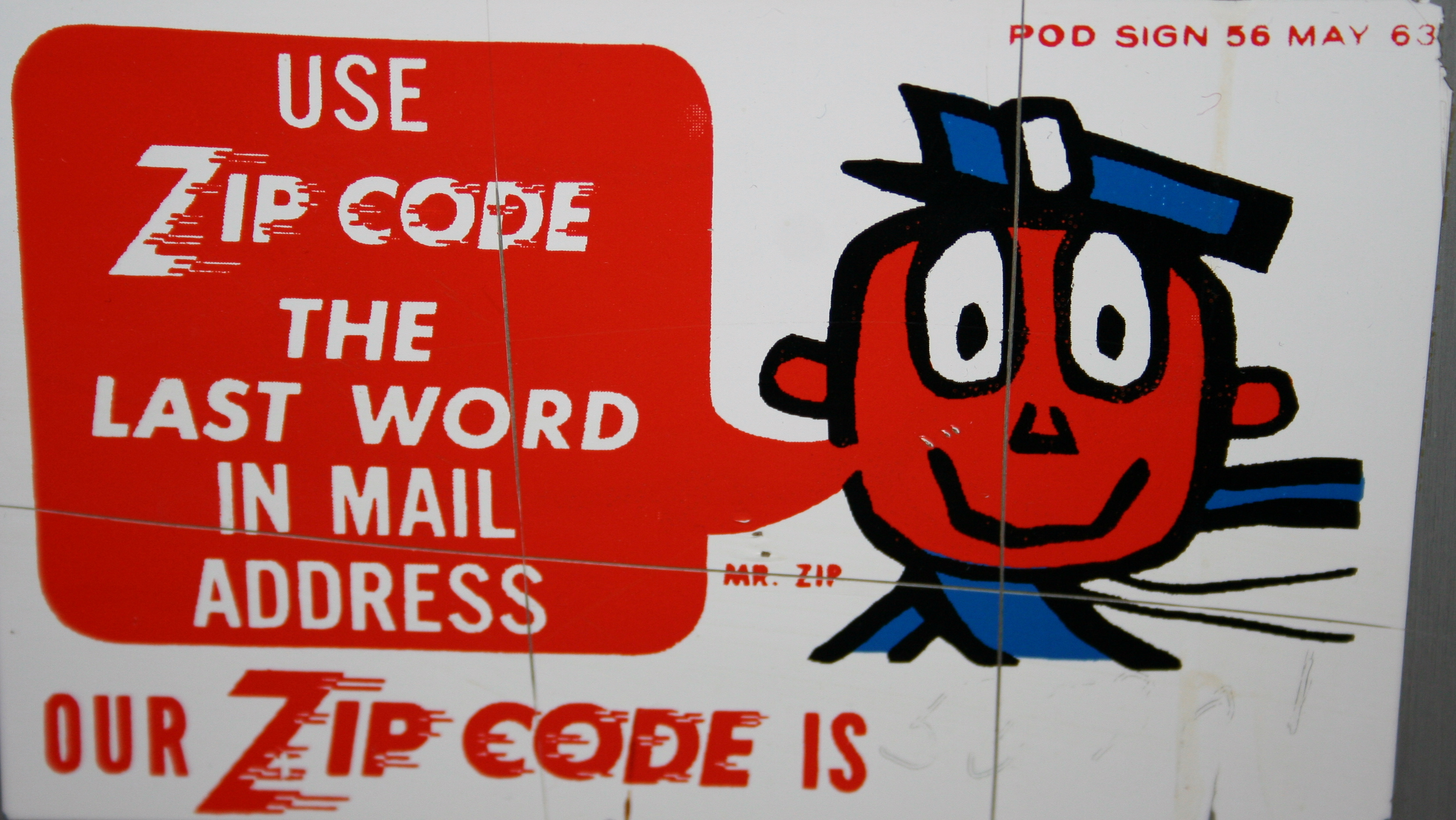

ZIP 코드는 미국 우편 공사 (USPS)가 사용하는 우편 번호 제도이다. ZIP은 Zone Improvement Plan(지역 개선 계획)의 약어이며, 공식적으로 대문자로 작성한다. 기본적인 형식은 5개의 숫자로 구성되어있다. 확장 ZIP +4 코드는 5자리의 ZIP 코드에 하이픈 및 추가 4자리의 숫자가 참가되며, 기본 ZIP 코드를 단독으로 이용하는 것 보다 자세한 위치를 지정할 수 있다. "ZIP 코드"라는 말은 당초 우편 공사는 상표의 일종으로 서비스 마크로 등록되어 있었지만, 현재는 등록 기간이 만료되었다.